# Stephen Amell
Stephen Adam Amell (Toronto, 8 de maio de 1981), é um ator canadense. Ele ganhou destaque por interpretar o papel principal de Oliver Queen na série de super-heróis da CW, Arrow (2012–2020), baseada na DC Comics. Amell também apareceu na mídia subsequente da franquia Arrowverse, além de reprisar seu papel em vários videogames. Após a conclusão de Arrow, Amell conseguiu o papel principal de Jack Spade na série dramática da Starz, Heels (2021–2023). Fora da televisão, ele interpretou Casey Jones no filme de super-heróis Teenage Mutant Ninja Turtles: Out of the Shadows (2016).

## Início de vida
Stephen Adam Amell nasceu em 8 de maio de 1981 em Toronto, Ontário, filho de Sandra Anne (nascida Bolté) e Thomas J. Amell. Ele é primo-irmão do ator Robbie Amell. Ele frequentou o St. Andrew's College, uma escola particular independente para meninos, e se formou em 2000.

## Carreira de ator

### 2004 - 2012: Início de carreira
Amell apareceu em dois episódios da quarta temporada de Queer as Folk como instrutor de spinning Liberty Ride em 2004. Amell interpretou Adam na primeira temporada da série de televisão Dante's Cove; ele foi substituído na segunda temporada por Jon Fleming. Em 2007, Amell ganhou o Prêmio Gemini por seu papel como ator convidado em ReGenesis. No mesmo ano ele também foi indicado ao Prêmio Gemini na categoria Melhor Elenco por Rent-a-Goalie.
Ele teve papéis recorrentes nas séries de TV Da Kink in My Hair e Heartland. Em 3 de dezembro de 2010, Amell se juntou ao elenco de The Vampire Diaries como o lobisomem 'Brady' na 2ª temporada. Amell estrelou como o criminoso da vida real Joran van der Sloot no filme Justice for Natalee Holloway, da Lifetime, que foi ao ar originalmente em maio de 2011.
Em 2 de outubro de 2011, a terceira temporada da série Hung da HBO estreou com Amell estrelando como o ajudante de garçom que virou prostituta Jason, um rival mais jovem "ho" de Ray Drecker de Thomas Jane. Ele também apareceu como Jim na quarta temporada de 90210. Amell anunciou em 28 de outubro de 2011 que havia acabado de filmar o episódio de Natal de New Girl com Zooey Deschanel e Max Greenfield. Ele fala sobre a experiência de filmar sua primeira "comédia de meia hora para a rede" em uma entrevista para a Daemon's TV. Em 9 de novembro de 2011, Amell foi anunciado para o papel recorrente de Scottie, um paramédico no Private Practice da ABC. Ele também desempenhou o papel de Travis McKenna em Blue Mountain State.

### 2012 - 2020:Arrow

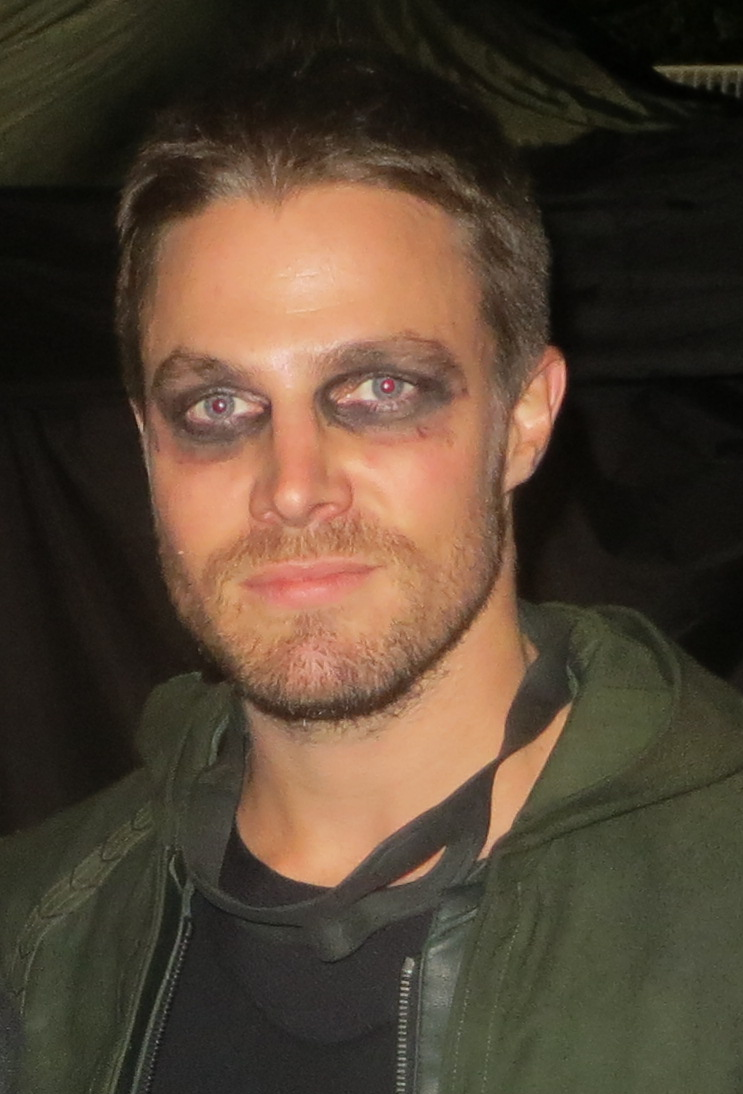
Amell no set de Arrow em setembro de 2014

Em janeiro de 2012, Amell foi escalado como Oliver Queen na série Arrow, da CW, baseada no super-herói de mesmo nome da DC Comics. Esta série e papel levaram Amell a aparecer como personagem em outras séries de super-heróis na rede como parte do crescente Arrowverse, incluindo The Flash, Legends of Tomorrow e Supergirl, bem como a websérie Vixen da CW Seed.
Amell co-estrelou Teenage Mutant Ninja Turtles: Out of the Shadows (lançado em 3 de junho de 2016) como o vigilante "Casey Jones". Amell anunciou em maio de 2017 que participaria de uma edição especial para celebridades do American Ninja Warrior. Amell demonstrou grandes habilidades físicas que refletiam sua capacidade atlética em sua interpretação de Oliver Queen. Em 2017, ele participou da estreia na direção da ex-co-estrela de Heartland, Michelle Morgan, um curta-metragem intitulado Mi Madre, My Father, interpretando o pai distante de uma menina de seis anos. Morgan levantou fundos para a produção através de uma campanha de crowdfunding. O filme estreou no Festival de Cinema de Cannes de 2018.
Em março de 2019, Amell anunciou o fim de Arrow com sua oitava e última temporada, que estreou em outubro de 2019 e foi concluída em janeiro de 2020.

### 2020 - presente: Pós-Arrow
Seu primeiro projeto pós- Arrow foi anunciado em agosto de 2019 como Heels, uma série dramática da Starz ambientada no mundo do wrestling profissional independente. Em dezembro do mesmo ano, foi anunciado que a plataforma de streaming de curta-metragem, Quibi, estava desenvolvendo uma série spin-off estrelada por Amell e seu primo Robbie Amell, desenvolvida a partir de seu filme financiado coletivamente, Code 8. Em setembro de 2023, Heels foi cancelado após duas temporadas. Em fevereiro de 2024, Amell foi escalado como Ted Black no próximo piloto da NBC, Suits LA, baseado na série original da USA Network, Suits.

## Carreira no Professional wrestling

### WWE (2015)
Como um ávido fã de wrestling profissional, Amell fez campanha para uma aparição especial no programa semanal Raw da WWE.
Em maio de 2015, foi relatado que ele estava provisoriamente definido para lutar contra Stardust (Cody Rhodes) no pay-per-view SummerSlam da WWE em agosto. Amell fez sua primeira aparição na WWE no episódio do Raw de 25 de maio, onde teve um confronto com Stardust. Amell voltou ao Raw no início de agosto; após ser agredido na plateia por Stardust, Amell entrou no ringue para atacá-lo até ser contido pelos seguranças. Após um segmento nos bastidores com Triple H, foi anunciado que Neville se juntaria a Amell para enfrentar Stardust e King Barrett no SummerSlam.
No evento de 23 de agosto de 2015, Amell e Neville derrotaram Barrett e Stardust em uma tag team match. Amell participou da luta livre e, nos bastidores, os lutadores ficaram impressionados com o desempenho de Amell. Amell tornou-se amigo de Rhodes, com quem mais tarde também trabalhou em Arrow.
Em 21 de dezembro de 2015, Amell foi premiado com um Slammy de "Momento Celebridade do Ano" por seu mergulho no Stardust durante a partida.

### Ring of Honor (2017)
Amell retornou ao wrestling profissional pela Ring of Honor em 17 de novembro de 2017, no Survival of the Fittest. No dia do show, Amell se juntou à facção Bullet Club, e se juntou a Cody Rhodes, Kenny Omega, e The Young Bucks (Matt e Nick Jackson) em uma luta de cinco contra quatro tag team. Eles derrotaram The Addiction (Christopher Daniels e Frankie Kazarian), Flip Gordon, e Scorpio Sky, e Amell novamente participou do wrestling, inclusive sendo colocado em uma mesa por The Addiction.

### All In (2018)
Em 6 de agosto de 2018, foi anunciado que Amell competiria no All In, em sua primeira luta de simples, onde foi derrotado por Christopher Daniels.[carece de fontes?]

### All Elite Wrestling (2020)
Em 29 de fevereiro de 2020, Amell fez uma aparição no All Elite Wrestling's Revolution, ele acompanhou Cody Rhodes ao lado de Rhodes' Nightmare Family em sua luta contra MJF.

## Filantropia
Amell organizou uma série de campanhas bem-sucedidas de arrecadação de fundos por meio da plataforma de mercadorias financiadas coletivamente, Represent.com. Em 2014, Amell fez parceria com a instituição de caridade Fuck Cancer para arrecadar quase um milhão de dólares com o lançamento de uma camiseta com seu rosto na frente (com um post-it na testa e com o nome da organização). Ele acabou vendendo mais de 60 mil camisas dessa campanha. Em janeiro de 2015, Amell lançou sua segunda campanha no Represent.com apresentando uma palavra que ele inventou, Sincerively, para beneficiar duas instituições de caridade de saúde mental: Paws and Stripes e Stand For The Silent. Em agosto de 2015, Amell usou sua participação especial no WWE Raw com Stardust para arrecadar fundos por meio de sua terceira campanha para o hospício infantil Emily's House em Toronto. A campanha arrecadou US$ 300.000, e Amell e Stardust apresentaram um cheque juntas na Emily's House. Durante o especial Red Nose Day do American Ninja Warrior, Amell doou US$ 35.000 para completar todos os seis obstáculos, e um obstáculo extra, a Escada de Salmão.

## Vida pessoal
Amell se casou com sua primeira esposa, a também canadense Carolyn Lawrence, em 8 de dezembro de 2007, em Toronto.
 O casal se divorciou em 2010. Amell se casou com a atriz e modelo Cassandra Jean em 25 de dezembro de 2012, em uma cerimônia privada no Caribe, e pela segunda vez em Nova Orleans em 26 de maio de 2013. O casal tem uma filha que nasceu em 15 de outubro de 2013. Eles têm um filho, nascido em 13 de maio de 2022.

## Controvérsias
As declarações pessoais e o comportamento de Amell ocasionalmente geraram polêmica. Em setembro de 2015, ele foi investigado após comentar um incidente em Irving, Texas, onde um estudante muçulmano foi preso por trazer um relógio digital desmontado para sua escola. Amell postou um tweet dizendo que "[estereotipar o Texas não é melhor do que estereotipar Ahmed", referindo-se ao nome do aluno. O tweet gerou reação na internet, levando Amell a fazer uma pausa nas redes sociais.
Em 2018, Amell enfrentou acusações de desrespeitar nomes negros quando twittou "my âpölògīés" para responder a comentários criticando sua falha em usar o sotaque agudo ao twittar o nome da cantora Beyoncé. Amell esclareceu mais tarde que sua omissão do sotaque se devia a ser "preguiçoso no meio de uma piada medíocre". Inicialmente, Amell mencionou Beyoncé no contexto de ter perdido sua apresentação no Coachella para assistir a um documentário de André the Giant.
Em 2020, durante os protestos Black Lives Matter, Amell recebeu críticas, inclusive do escritor de quadrinhos Tee Franklin, após admitir que o racismo é um problema sistemático, mas ele pessoalmente não o "viu em ação".
Em 2021, Amell foi convidado a deixar um voo da Delta Air Lines viajando de Austin para Los Angeles porque estava gritando com sua esposa. Amell explicou mais tarde em um podcast apresentado por Michael Rosenbaum que ele estava embriagado quando o incidente ocorreu.
Em julho de 2023, Amell foi criticado por comentários que fez em uma convenção de fãs a respeito da greve SAG-AFTRA de 2023. Embora expressasse o apoio ao SAG-AFTRA como seu sindicato, ele chamou a greve de "tática de negociação redutiva" e "míope", e pareceu criticar que a greve o proibiu de promover a segunda temporada de Heels. Em uma postagem no Instagram, ele posteriormente esclareceu sua opinião, dizendo que embora não goste de fazer greve, ele "[entende] fundamentalmente por que estamos aqui" e afirmou que seu apoio ao sindicato era incondicional e que ele ficou com eles. Amell não compareceu à reunião do elenco de Arrow no piquete do lado de fora do estúdio da Warner Bros. em Burbank, Califórnia, já que ele estava na cidade de Nova York na época, mas no mesmo dia da reunião ele foi fotografado em o piquete em frente aos escritórios da Warner Bros. Discovery em Nova York, e supostamente enviou lembranças aos seus ex-showrunners na Califórnia. Marc Guggenheim, produtor executivo de Arrow e organizador do revival, interpretou sua presença em Nova York como uma posição simbólica de solidariedade.

## Filmografia

### Filmes
| Ano  | Título                                           | Função            | Notas                           |
| ---- | ------------------------------------------------ | ----------------- | ------------------------------- |
| 2007 | The Tracey Fragments                             | Detetive          |                                 |
| 2007 | Closing the Ring                                 | Teddy Gordon      |                                 |
| 2009 | Screamers: The Hunting                           | Guy               | Direto para vídeo               |
| 2011 | Stay with Me                                     | Travis            | Curta-metragem                  |
| 2016 | Code 8                                           | Operador de Drone | Curta-metragem; também produtor |
| 2016 | Teenage Mutant Ninja Turtles: Out of the Shadows | Casey Jones       |                                 |
| 2018 | Mi Madre, My Father                              | Hal Nelson        | Curta-metragem                  |
| 2019 | Code 8                                           | Garrett Kelton    | Também produtor                 |
| 2024 | Calamity Jane                                    | Wild Bill Hickok  | [ 60 ]                          |
| 2024 | Code 8: Part II                                  | Garrett Kelton    | Também produtor                 |

### Televisão
| Ano             | Título                         | Função                                          | Notas                                                |
| --------------- | ------------------------------ | ----------------------------------------------- | ---------------------------------------------------- |
| 2004            | Queer as Folk                  | Instrutor de Spinning                           | 2 episódios                                          |
| 2004            | Degrassi: The Next Generation  | Porteiro                                        | Episódio: "Ghost in the Machine: Part 2"             |
| 2005            | Missing                        | Ian Harrington                                  | Episódio: "Paper Anniversary"                        |
| 2005            | Tilt                           | Mensageiro de hotel                             | Episódio: "Rivered"                                  |
| 2005            | Beautiful People               | Jason                                           | 5 episódios                                          |
| 2005            | Dante's Cove                   | Adam                                            | 2 episódios                                          |
| 2006            | The House Next Door            | Buddy Harrelson                                 | Filme para televisão                                 |
| 2006–2008       | Rent-a-Goalie                  | Billy                                           | Papel principal                                      |
| 2007            | ReGenesis                      | Craig Riddlemeyer                               | 2 episódios                                          |
| 2007–2009       | Da Kink in My Hair             | Matthew                                         | 4 episódios                                          |
| 2007–2012       | Heartland                      | Nick Harwell                                    | 6 episódios                                          |
| 2009            | Flashpoint                     | Peter Henderson                                 | Episódio: "Exit Wounds"                              |
| 2010            | Blue Mountain State            | Travis McKenna                                  | 2 episódios                                          |
| 2010            | CSI: Miami                     | Peter Truitt                                    | Episódio: "Sleepless in Miami"                       |
| 2010            | NCIS: Los Angeles              | Sargento de Artilharia da Marinha Andrew Weaver | Episódio: "Bounty"                                   |
| 2010            | The Cutting Edge: Fire and Ice | Philip Seaverm                                  | Filme para televisão                                 |
| 2011            | Stay With Me                   | Travis                                          | curta-metragem                                       |
| 2011            | The Vampire Diaries            | Brady                                           | 2 episódios                                          |
| 2011            | CSI: Crime Scene Investigation | A.J. Gust                                       | Episódio: "73 Seconds"                               |
| 2011            | Justice for Natalee Holloway   | Joran van der Sloot                             | Filme para televisão                                 |
| 2011            | Hung                           | Jason                                           | Papel principal (3ª temporada); 10 episódios         |
| 2011            | 90210                          | Jim                                             | 2 episódios                                          |
| 2011–2012       | New Girl                       | Kyle                                            | 2 episódios                                          |
| 2012            | Private Practice               | Scott Becker                                    | 7 episódios                                          |
| 2012–2020       | Arrow                          | Oliver Queen / Green Arrow                      | Papel principal                                      |
| 2013            | When Calls the Heart           | Wynn Delaney                                    | Filme para televisão                                 |
| 2014–2019, 2023 | The Flash                      | Oliver Queen / Green Arrow                      | 9 episódios                                          |
| 2015            | Reelside                       | Ele mesmo                                       | Episode: "Superheroes"                               |
| 2015            | WWE Raw                        | Ele mesmo                                       | 2 episódios                                          |
| 2016–2020       | DC's Legends of Tomorrow       | Oliver Queen / Green Arrow                      | 6 episódios                                          |
| 2017            | American Ninja Warrior         | Ele mesmo                                       | Episódio: "Celebrity Ninja Warrior for Red Nose Day" |
| 2017–2019       | Supergirl                      | Oliver Queen / Green Arrow                      | 3 episódios                                          |
| 2019            | Batwoman                       | Oliver Queen / Green Arrow                      | Episódio: "Crisis on Infinite Earths: Part Two"      |
| 2021–2023       | Heels                          | Jack Spade                                      | Papel principal                                      |
| TBA             | Suits LA                       | Ted Black                                       | Papel Principal                                      |

### Web
| Ano           | Título                            | Função                                       | Notas                                                         |
| ------------- | --------------------------------- | -------------------------------------------- | ------------------------------------------------------------- |
| 2015          | Dudes Being Dudes in Wine Country | Ele mesmo                                    | Também co-criador                                             |
| 2015–2016     | Vixen                             | Oliver Queen / The Arrow / Green Arrow (voz) | 5 episódios                                                   |
| 2017–presente | Being The Elite                   | Ele mesmo                                    | Cameo                                                         |
| 2021–presente | Shot of Brandi                    | Ele mesmo                                    | Cameo                                                         |
| 2020          | Speech and Debate                 | Gil Wartercress                              | Curta-metragem dividido em 3 partes.                          |
| 2024          | American Nightmare                | ele mesmo                                    | Stephen narra o documentário sobre a carreira de Cody Rhodes. |

### Video games
| Ano  | Título                       | Função      | Notas             |
| ---- | ---------------------------- | ----------- | ----------------- |
| 2013 | Injustice: Gods Among Us     | Green Arrow |                   |
| 2014 | Lego Batman 3: Beyond Gotham | Green Arrow |                   |
| 2020 | Fortnite Battle Royale       | Green Arrow | Apenas semelhança |

## Prêmios e indicações
| Ano  | Prêmio                     | Categoria                                                                | Trabalho                                         | Resultado |
| ---- | -------------------------- | ------------------------------------------------------------------------ | ------------------------------------------------ | --------- |
| 2007 | Gemini Awards              | Best Performance by an Actor in a Guest Role Dramatic Series             | ReGenesis                                        | Venceu    |
| 2007 | Gemini Awards              | Best Ensemble Performance in a Comedy Program or Series                  | Rent-a-Goalie                                    | Indicado  |
| 2008 | Gemini Awards              | Best Ensemble Performance in a Comedy Program or Series                  | Rent-a-Goalie                                    | Indicado  |
| 2012 | IGN Awards                 | Best TV Hero                                                             | Arrow                                            | Indicado  |
| 2013 | NewNowNext Award           | Cause You're Hot                                                         | Arrow                                            | Indicado  |
| 2013 | Teen Choice Awards         | Choice TV Actor: Fantasy/Sci-Fi                                          | Arrow                                            | Indicado  |
| 2013 | Teen Choice Awards         | Choice TV Breakout Star                                                  | Arrow                                            | Indicado  |
| 2014 | IGN Awards                 | Best TV Hero                                                             | Arrow                                            | Indicado  |
| 2014 | People's Choice Awards     | Favorite Sci-Fi/Fantasy TV Actor                                         | Arrow                                            | Indicado  |
| 2014 | Leo Awards                 | Best Lead Performance by a Male in a Dramatic Series                     | Arrow                                            | Indicado  |
| 2014 | Constellation Awards       | Best Male Performance in a 2013 Science Fiction Television Episode       | Arrow                                            | Indicado  |
| 2014 | Young Hollywood Awards     | Super Superhero                                                          | Arrow                                            | Indicado  |
| 2015 | Best. Ever. TV Awards 2015 | Best Couple and Steamiest Moment (compartilhado com Emily Bett Rickards) | Arrow                                            | Venceu    |
| 2015 | MTV Fandom Award           | Ship do Ano (compartilhado com Emily Bett Rickards)                      | Arrow                                            | Venceu    |
| 2015 | Teen Choice Awards         | Choice TV Actor: Fantasy/Sci-Fi                                          | Arrow                                            | Indicado  |
| 2015 | Teen Choice Awards         | Choice TV: Liplock (compartilhado com Emily Bett Rickards)               | Arrow                                            | Indicado  |
| 2015 | Slammy Awards              | Momento Celebridade do Ano                                               | SummerSlam (2015)                                | Venceu    |
| 2016 | MTV Fandom Awards          | Ship do Ano (compartilhado com Emily Bett Rickards)                      | Arrow                                            | Venceu    |
| 2016 | CinemaCon Award            | Male Star of Tomorrow                                                    | Teenage Mutant Ninja Turtles: Out of the Shadows | Venceu    |
| 2016 | Teen Choice Awards         | Choice Summer Movie Actor                                                | Teenage Mutant Ninja Turtles: Out of the Shadows | Indicado  |